# تأرجح الذراع في الحركة البشرية

دورة المشي مع تأرجح الذراع

تأرجح الذراع في المشي على قدمين الإنسان هو حركة طبيعية حيث يتأرجح كل ذراع مع حركة الساق المقابلة. تتأرجح الأذرع في اتجاه معاكس فيما يتعلق بالطرف السفلي لتقليل الزخم الزاوي للجسم ، مما يوازن حركة الدوران الناتجة أثناء المشي . على الرغم من أن حركة الذراعين الشبيهة بالبندول ليست ضرورية للمشي ، إلا أن الدراسات الحديثة تشير إلى أن تأرجح الذراع يحسن الاستقرار وكفاءة الطاقة في الحركة البشرية . وقد استخدمت تلك الآثار الإيجابية للذراع سوينغ في الرياضة، وخاصة في سباق المشي والركض.

## علم الحركة المجردة
تتكون الدراسات حول دور أرجوحة الذراع بشكل أساسي من تحليل نماذج المشي على قدمين  وتجارب جهاز المشي على البشر.قدمت نماذج المشي على قدمين بمستويات مختلفة من التعقيد شرحًا لتأثيرات تأرجح الذراع على الحركة البشرية. أثناء المشي على قدمين ، ينتج عن تأرجح الساق زخم زاوي متوازن بواسطة لحظات رد فعل الأرض على قدم الوقوف. تخلق الأذرع المتأرجحة زخمًا زاويًا في الاتجاه المعاكس لدوران الأطراف السفلية ، مما يقلل الزخم الزاوي الكلي للجسم. ينتج عن الزخم الزاوي المنخفض للجسم انخفاضًا في لحظة رد الفعل على الأرض على قدم الموقف.
يتم تحديد سعة أو تكرار حركات الذراع بواسطة المشية ، مما يعني أن حركة التأرجح تتكيف مع الظروف والاضطرابات المتغيرة. مع زيادة سرعة المشي ، تزداد سعة تأرجح الذراع وفقًا لذلك. يتغير تواتر حركات الذراع مع السرعة أيضًا. أظهرت الدراسات أنه عند السرعات الأقل من 0.8 م / ث تقريبًا ، تكون نسبة التردد بين حركات الذراع والساق 2: 1 بينما فوق هذه السرعة تصبح النسبة 1:1

## نظريات

### الاستقرار
تتفق كل من المحاكاة على النماذج الهيكلية والتجارب على لوحة القوة على أن تأرجح الذراع الحر يحد من لحظات رد فعل الأرض الفعالة على قدم الموقف أثناء المشي ، لأن الزخم الزاوي الكلي ينخفض عن طريق التأرجح الموازن للذراع فيما يتعلق بالطرف السفلي. بمعنى آخر ، يبذل الشخص لحظة رد فعل أقل على سطح الأرض عندما يكون هناك تأرجح للذراع. هذا يعني أن قوة الاحتكاك بين قدم الوقوف وسطح الأرض لا يجب أن تكون عالية كما هو الحال بدون تأرجح الذراع.

### كفاءة الطاقة
سواء كانت تأرجح الذراع عبارة عن حركة طبيعية سلبية ناتجة عن دوران الجذع أو هي حركة نشطة تتطلب عملًا نشطًا للعضلات ، فقد كانت مناقشة نقدية حول تأرجح الذراع يمكن أن تضيء فائدتها ووظيفتها. أظهرت دراسة حديثة ركزت على استهلاك الطاقة أثناء المشي أن تأرجح الذراع عند السرعات المنخفضة هو حركة سلبية تمليها حركيات الجذع ، لا تختلف عن زوج من البندول المعلق من الكتفين. عمل عضلات الطرف العلوي النشط ، الذي يتحكم فيه الدماغ ، لا يشارك إلا عندما يكون هناك اضطراب ويستعيد تلك الحركة الطبيعية. ومع ذلك ، عند السرعات العالية ، تكون الحركة السلبية غير كافية لشرح سعة التأرجح الملحوظ في التجارب. تزداد مساهمة عمل العضلات النشط مع سرعة المشي. على الرغم من حقيقة أنه يتم استهلاك قدر معين من الطاقة لحركات الذراع ، فإن إجمالي استهلاك الطاقة ينخفض مما يعني أن أرجوحة الذراع لا تزال تقلل من تكلفة المشي. هذا الانخفاض في الطاقة يصل إلى 12 بالمائة عند سرعات مشي معينة ، وهو توفير كبير.

### التطور
التنسيق بين الأطراف في الحركة البشرية ، والتساؤل عما إذا كانت مشية الإنسان تعتمد على الحركة الرباعية ، هو موضوع رئيسي آخر مثير للاهتمام. يشير بحث حديث إلى أن التنسيق بين الأطراف أثناء الحركة البشرية يتم تنظيمه بطريقة مماثلة لتلك الموجودة في القط ، مما يعزز الرأي القائل بأن تأرجح الذراع قد يكون وظيفة متبقية من المشية الرباعية. عمل آخر على آليات التحكم في حركات الذراع أثناء المشي أكد النتائج السابقة ، حيث أظهر أن مولد النمط المركزي (CPG) قد يكون متورطًا في التأرجح الدوري للذراع. ومع ذلك ، لا تشير هذه النتائج إلى خلل في تأرجح الذراع ، والذي يبدو أنه مثير للجدل بعد أدلة عام 2003 على وظيفة تأرجح الذراع في الحركة على قدمين.

## الاداء الرياضي

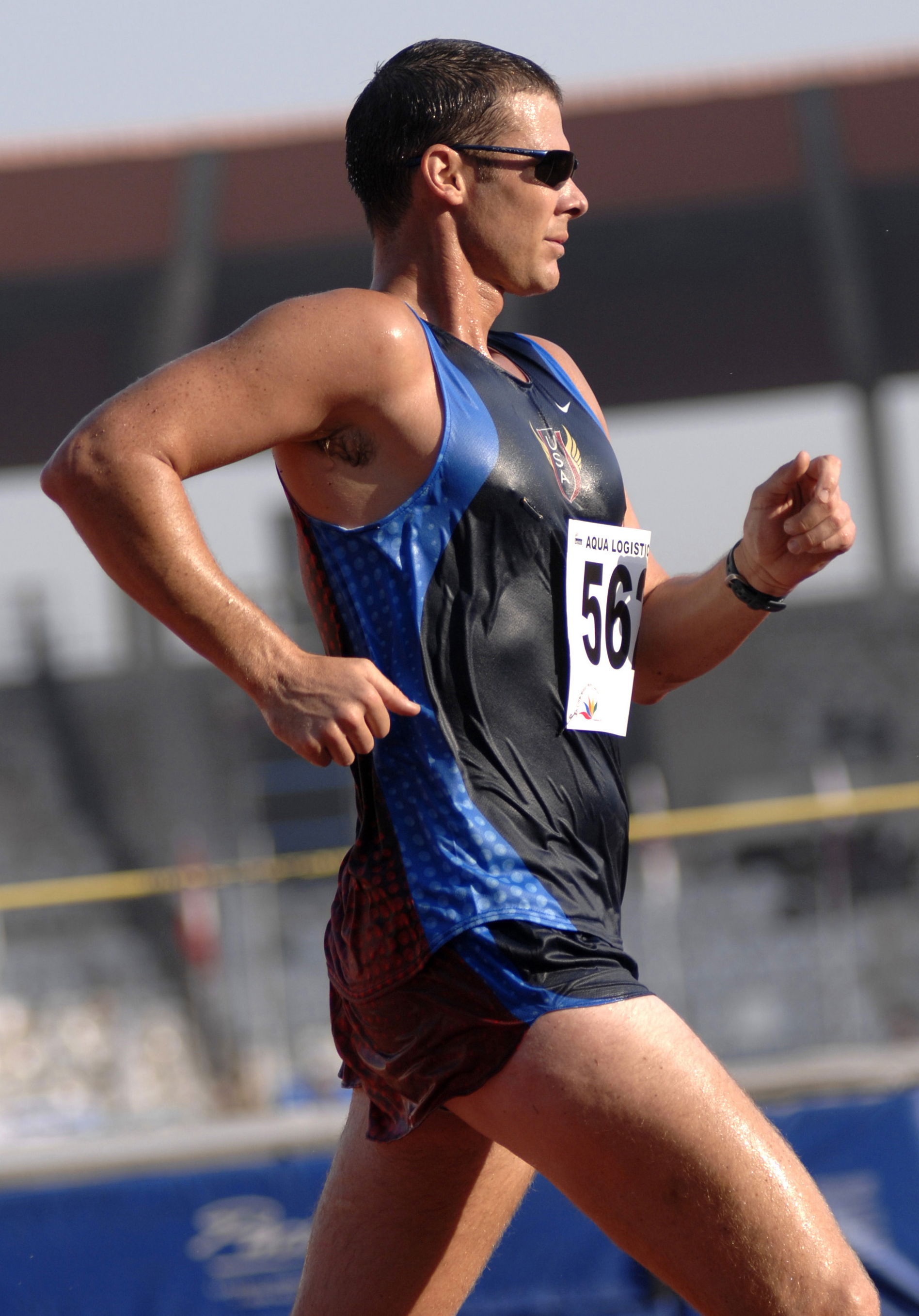
الرقيب بالجيش الأمريكي. جون نان في سباق المشي لمسافات طويلة خلال مسابقة الألعاب العسكرية العالمية لعام 2007 في حيدر أباد ، الهند

تم استخدام كفاءة الطاقة في تأرجح الذراع وإمكاناته في ضبط زخم الجسم في الرياضة. يستفيد العداءون من مساهمة تأرجح الذراع على الزخم الخطي من أجل الحصول على تسارع أمامي أعلى. كما يستخدم مشاة المشي لمسافات طويلة أرجوحة الذراع لكفاءة الطاقة. بدلاً من الحركات المنتظمة أثناء المشي ، فإن تأرجح الذراعين بالطريقة الصحيحة يساعد على الأداء الرياضي في مختلف التخصصات. يظهر تحسن أداء الوثب الطويل في الوقوف من خلال تأرجح الأذرع للأمام أثناء بداية القفزة وللخلف وللأمام أثناء الهبوط حيث يمكن ضبط الزخم الخطي للجسم بمساعدة الأذرع المتحركة. استخدام الأسلحة في ضبط الزخم الدوراني والخطي أيضًا ممارسة شائعة في الشقلبة والجمباز.

## العلوم الطبية
دور حركات الذراع في الموضوعات غير الصحية هو اتجاه شائع آخر يبحث في الاستراتيجيات التي يتبناها المرضى من أجل الحفاظ على الاستقرار في المشي. على سبيل المثال ، أظهر الأطفال المصابون بالشلل الدماغي النصفي زيادات كبيرة في الزخم الزاوي الناتج عن الساقين ، والتي تم تعويضها عن طريق زيادة الزخم الزاوي للذراع غير المتأثر مما يوضح طريقة استخدام تأرجح الذراع من أجل موازنة الحركة الدورانية للجسم. قد يساهم انخفاض التنسيق الثنائي للذراع في عدم التناسق الملاحظ سريريًا في سلوك تأرجح الذراع والذي قد يكون علامة على مرض باركنسون.تعتبر الدراسة الكمية عن مستوى عدم التناسق في أرجوحة الذراع مفيدة للتشخيص المبكر والتفاضلي ، ولتتبع تطور مرض باركنسون.